# 滬陝高速道路
滬陝高速道路（上海-西安高速道路、「滬」は上海市の略称であり、「陝」は陝西省の略称である）（こせんこうそくどうろ、簡体字: 沪陕高速公路（上海－西安高速公路））は、上海市を起点とし、江蘇省、安徽省、河南省を経て、陝西省西安市に至る全長1490kmの国家高速G40である。